# Dálovský močiar
Dálovský močiar este o arie protejată (arie specială de conservare — SAC, sit de importanță comunitară — SCI) din Slovacia întinsă pe o suprafață de 82,45 ha, integral pe uscat.

## Localizare
Centrul sitului Dálovský močiar este situat la coordonatele 48°14′36″N 19°36′37″E / 48.243433°N 19.610362°E.

## Înființare
Situl Dálovský močiar a fost declarat sit de importanță comunitară în aprilie 2004 pentru a proteja 20 de specii de animale. Situl a fost protejat și ca arie specială de conservare în martie 2004.

## Biodiversitate
Situată în ecoregiunea panonică, aria protejată conține 2 habitate naturale: Fânețe de joasă altitudine (Alopecurus pratensis, Sanguisorba officinalis), Lacuri eutrofice naturale cu vegetație de tip Magnopotamion sau Hydrocharition.
La baza desemnării sitului se află mai multe specii protejate:
- păsări (17): lăcar mare (Acrocephalus arundinaceus), lăcar-de-rogoz (Acrocephalus schoenobaenus), rață pitică (Anas crecca), rață-cu-cap-castaniu (Aythya ferina), erete vânăt (Circus cyaneus), presură sură (Emberiza calandra), presură de stuf (Emberiza schoeniclus), becațină comună (Gallinago gallinago), grelușel-de-zăvoi (Locustella luscinioides), Locustella naevia, codobatura galbenă (Motacilla flava), potârniche (Perdix perdix), cresteț pestriț (Porzana porzana), mărăcinar negru (Saxicola torquatus), fluierar cu picioare verzi (Tringa nebularia), fluierarul de zăvoi (Tringa ochropus), fluierarul cu picioare roșii (Tringa totanus)
- amfibieni (1): buhai de baltă cu burta roșie (Bombina bombina)
- mamifere (1): vidră de râu (Lutra lutra)
- nevertebrate (1): rădașcă (Lucanus cervus)

Pe lângă speciile protejate, pe teritoriul sitului au mai fost identificate 9 specii de plante, 3 specii de amfibieni, 1 specie de mamifere, 1 specie de reptile.